# Val Masino
Val Masino ist eine norditalienische Gemeinde (comune) mit 827 Einwohnern (Stand 31. Dezember 2023) in der Provinz Sondrio in der Lombardei. Das Dorf Bagni del Masino ist für seine Thermalbäder bekannt.

## Geographie

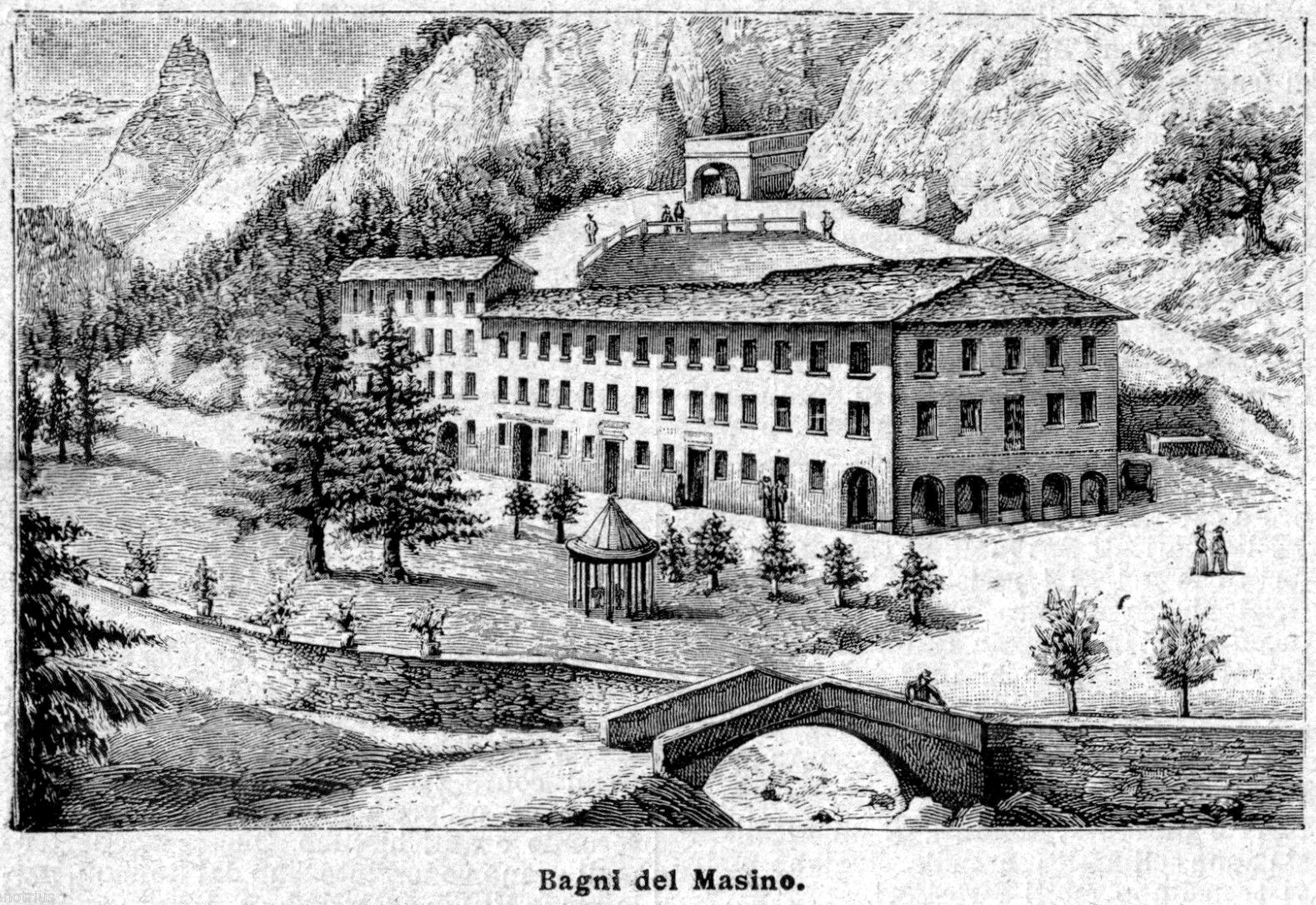
Bagni di Masino (1895)

Die Gemeinde liegt etwa 18,5 Kilometer westnordwestlich von Sondrio im gleichnamigen Val Masino und grenzt unmittelbar an die Schweizer Gemeinde Bregaglia im Kanton Graubünden. Die Gemeinde wird von mehreren Bergen mit Spitzen von 3000 bis 3600 Metern umgeben (u. a. Monte Disgrazia) und auch Val di Mello gehört dazu. Die Nachbargemeinden sind Ardenno, Bregaglia (CH-GR), Buglio in Monte, Chiesa in Valmalenco, Civo und Novate Mezzola.

## Geschichte
Im Bagni del Masino auch Matteo Bandello kam hierher, und im 18. Jahrhundert kamen die Mitglieder der berühmtesten lombardischen Familien zur Pflege, wie die in einem mit Holz verkleideten Räumen erhaltenen Schriften bezeugen.

## Einwohnerzahl zum Zeitpunkt der Volkszählung 2011

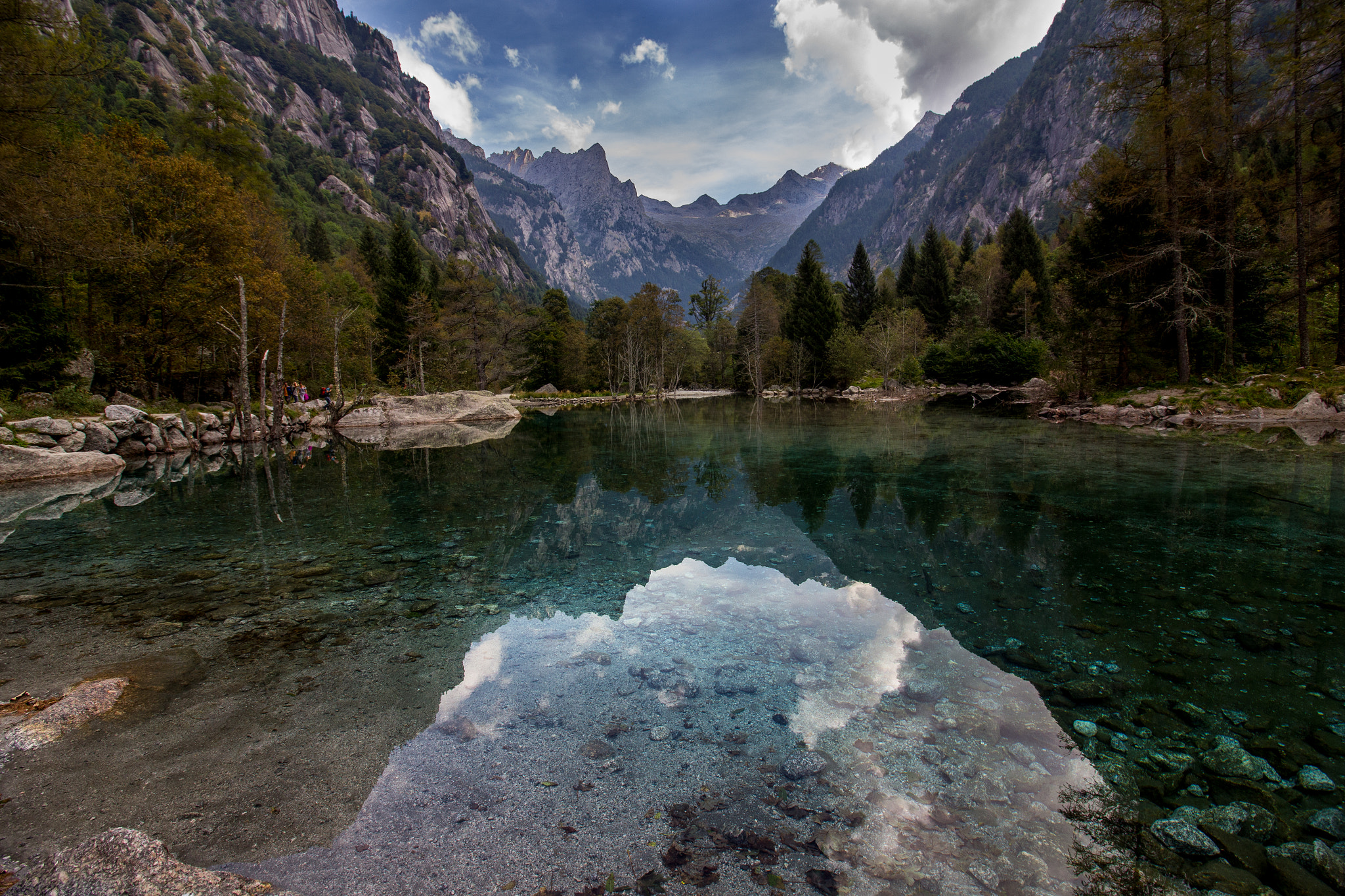
Val di Mello

(bewohntes Gebiet)
- Cataeggio, 611
- San Martino, 328
- Visido di Fuori, 0
- Bagni del Masino, 0
- Case sparse, 0

Total Gemeinde Val Masino: 939